# Angastina
Angastina (gr. Αγκαστίνα, tur. Aslanköy) – wieś na Cyprze, w dystrykcie Famagusta, 20 km na wschód od Nikozji, na głównej drodze do Famaguście. De facto pod kontrolą Cypru Północnego.

## Świątynie
- Ajia Paraskewi – cerkiew greckoprawosławna, przekształcona w meczet dla tureckich osadników po tureckiej inwazji w 1974 roku
- Ajos Terapon – cerkiew prawosławna z cmentarzem.